# Dayville
Dayville es una ciudad ubicada en el condado de Grant en el estado estadounidense de Oregón. En el año 2000 tenía una población de 138 habitantes y una densidad poblacional de 104.5 personas por km².

## Geografía
Dayville se encuentra ubicada en las coordenadas 44°28′0″N 119°32′0″O / 44.46667, -119.53333.

## Demografía
Según la Oficina del Censo en 2000 los ingresos medios por hogar en la localidad eran de $30,893, y los ingresos medios por familia eran $33,438. Los hombres tenían unos ingresos medios de $27,083 frente a los $25,417 para las mujeres. La renta per cápita para la localidad era de $18,319. Alrededor del 16.1% de la población estaban por debajo del umbral de pobreza.